# Julie Pelipas
Julie Pelipas (en ukrainien : Юлія Ігорівна Пеліпас ; née le 16 juillet 1984) est une journaliste puis une styliste ukrainienne. Elle est aussi directrice de la mode de Vogue Ukraine, et la fondatrice de la plate-forme Bettter de recyclage de vieux stocks de vêtements.

## Biographie
Pelipas est née à Jdanov (une ville dénommée depuis Marioupol), en Ukraine, en juillet 1984. Elle est diplômée de l'université nationale Taras-Chevtchenko de Kiev.
En 2002, elle commence sa carrière comme journaliste sur la chaîne de télévision sur la chaîne ukrainienne Inter, pendant quatre ans. En 2004, elle participe au projet « Miss CIS » sur la chaîne de télévision ukrainienne TET en tant que présentatrice et styliste, puis devient productrice de mode pour les projets spéciaux de Harper's Bazaar.
Tout au long de sa carrière dans l'industrie de la mode, Julie Pelipas collabore avec des magazines tels que Vogue Ukraine, Vogue Paris, Vogue Pologne, Harper's Bazaar Ukraine, L'Officiel Ukraine, InStyle US et diverses marques de mode.
Depuis 2013, Julie Pelipas devient directrice de la mode à Vogue Ukraine, faisant partie de l'équipe qui lance le magazine à partir de zéro.
En janvier 2019, Pelipas devient l'ambassadrice de la fondation No More Plastic. En mars 2019, Pelipas soutient la campagne d'information #DrawYourValues, un projet de communication du Centre de commémoration de l'Holocauste de Babi Yar (BYHMC). Toujours en 2019, elle lance la plateforme Bettter, une start-up recyclant des vêtements d’occasion transformés en pièces de tailleur, dans un style minimaliste,,.
Depuis janvier 2020, Julie Pelipas est directrice internationale de la mode. Pour la plateforme Bettter, elle crée un site de production à côté de Kiev, l'externalise lors du déclenchement de l'invasion de l'Ukraine par la Russie en février 2022, installe ses équipes à Londres et au Portugal. Elle revient un temps à Kiev quelques mois plus tard, puis décide d'en repartir à la suite de la reprise des bombardements. En juin 2023, elle remporte le « prix Karl Lagerfeld » (prix spécial du jury de LVMH) lors de la cérémonie du Prix LVMH.